# Ushuaia
Ushuaia is de zuidelijkste stad ter wereld. Het is gelegen aan de zuidelijke kust van de provincie Vuurland, Antarctica en Zuid-Atlantische eilanden van Argentinië, aan het Beaglekanaal. Het is de hoofdstad van die provincie en telt ongeveer 60.000 inwoners.

## Geschiedenis
De benaming Ushuaia is afkomstig van de naam die de inheemse Yahgan bewoners gaven aan de streek. 
In het eerste deel van de twintigste eeuw werd de stad opgebouwd rond een gevangenis voor zware criminelen. De Argentijnen volgden het voorbeeld van andere landen, die gevangenissen op een eiland bouwden (in dit geval het eiland Vuurland), zodat vluchten zo goed als onmogelijk was. De eerste gevangenen arriveerden in 1896 en ze werden tewerkgesteld in de houtwinningsindustrie rond de stad. Zij zijn uiteindelijk de kolonisten die de stad hebben gebouwd. De gevangenis werd in 1947 gesloten.

## Klimaat
Ushuaia kent een zeeklimaat volgens de klimaatclassificatie van Köppen Cfc. Het kan ook als poolklimaat (ET) worden aangemerkt, omdat de gemiddelde temperatuur iedere maand onder de 10°C ligt. Door de ligging aan zee zijn de winters niet erg streng en de omgeving van de stad is bedekt met bos. De koelste maand is juli met een gemiddelde temperatuur van 1,3°C en januari is de warmste met een gemiddelde van 9,6°C. Er valt ruim 500 millimeter per jaar aan neerslag  en de verdeling over de maanden is gelijkmatig. Het aantal uren met zon is gemiddeld circa 1400 per jaar en vaak wordt de zon geblokkeerd door wolken of mist. Hevige westenwinden afkomstig van de Grote Oceaan kunnen de stad teisteren.

## Bezienswaardigheden
De plaats is in trek bij toeristen. Ushuaia heeft een oud centrum, met onder andere de Avenida San Martín als de belangrijkste winkelstraat. Naast het gemeentehuis (Municipalidad de Ushuaia) uit 1903 bevindt zich het Museo del Fin del Mundo, het Museo de Maquetas en het maritiem museum dat gevestigd is in de vroegere gevangenis.
Buiten de stad bezoeken toeristen het nationaal park Tierra del Fuego of maken ze tochten op het Beaglekanaal om de plaatselijke flora en fauna te ervaren.

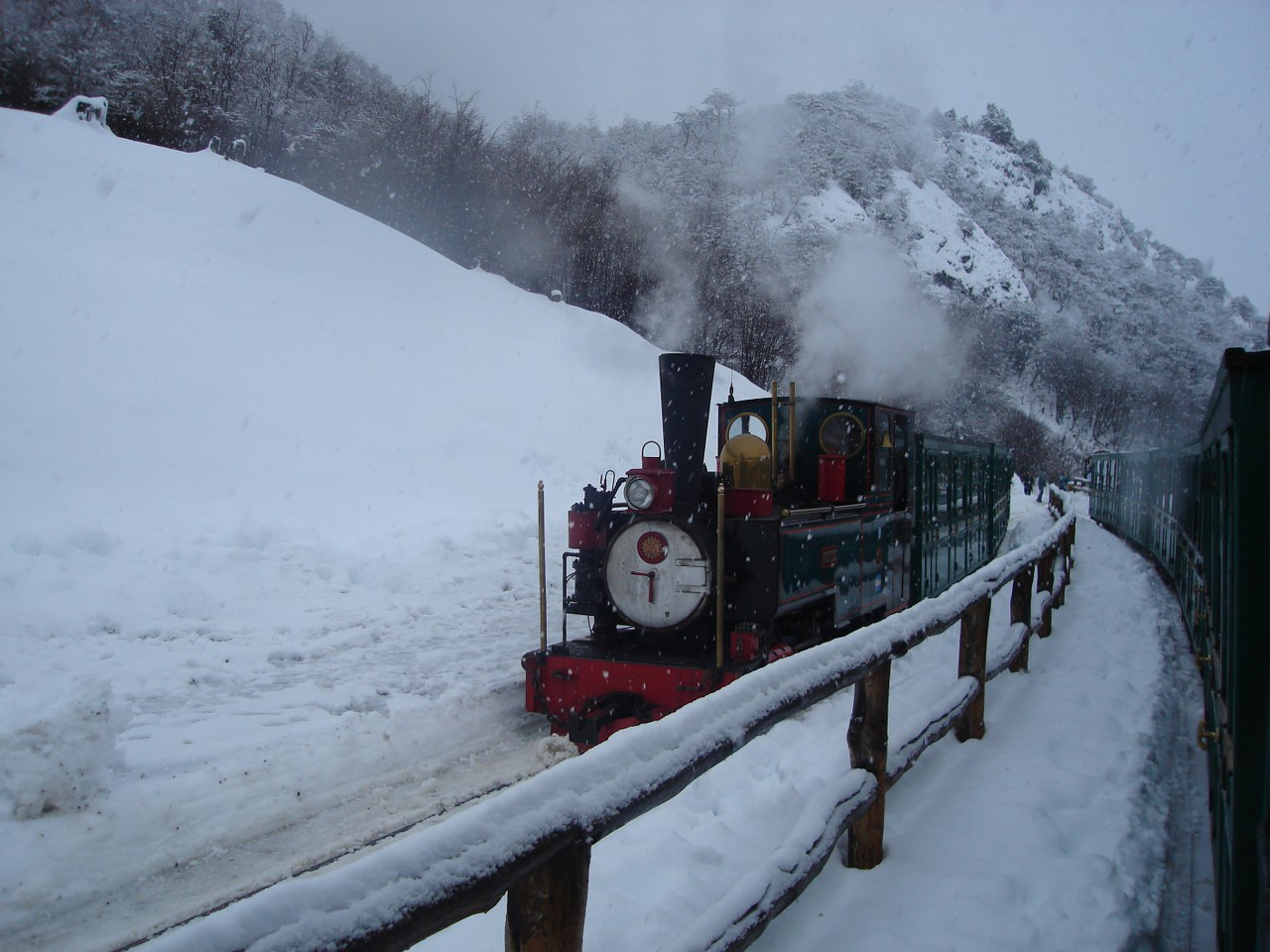
Toeristentrein El Tren del fin del Mundo in de sneeuw

Ten westen van de stad ligt een toeristenspoorlijn, El Tren del fin del Mundo ofwel "De Trein aan het eind van de wereld". De spoorlijn werd gebouwd voor de gevangenis, maar is na het sluiten hiervan in onbruik geraakt. Hij is opgeknapt en reizigers kunnen het traject van zeven kilometer afleggen in rijtuigen.

## Verkeer en vervoer
Vlakbij bevindt zich de internationale luchthaven Ushuaia. De oudere, dichter bij het centrum gelegen luchthaven wordt nog voor lokaal vliegverkeer gebruikt, onder meer naar Rio Grande, de tweede stad van Vuurland.
De haven bevindt zich vlak bij het centrum en bestaat uit een lange brede pier, van waar de schepen naar Antarctica vertrekken. Die reizen blijven meestal beperkt tot het Antarctische schiereiland en vinden meestal in de maanden december tot en met februari plaats, wanneer het op Antarctica zomer is. Een reis per schip, waarbij Straat Drake moet worden overgestoken, duurt ongeveer 36 uur.
In Ushuaia onderhoudt een stadsbusdienst een verbinding tussen het centrum en de meeste andere wijken.

## Stedenbanden
- Utqiaġvik (Verenigde Staten)
- Eilat (Israël)
- Nuuk (Groenland)
- Punta Arenas (Chili)[1]
- Santos (Brazilië)
- San Miguel de Allende (Mexico)
- Hammerfest (Noorwegen)
- Unkel (Duitsland)
- Jalostotitlán (Mexico)
- Lazio (Italië)

## Trivia
- Ten zuidwesten van Ushuaia ligt de plaats Puerto Williams. Afhankelijk van de definitie van stad is onduidelijk welke plaats de zuidelijkste stad ter wereld is.
- K3 heeft een liedje dat Ushuaia heet. Het lied verwijst naar een fictief land. Er is geen enkel verband met de Argentijnse stad.

## Galerij

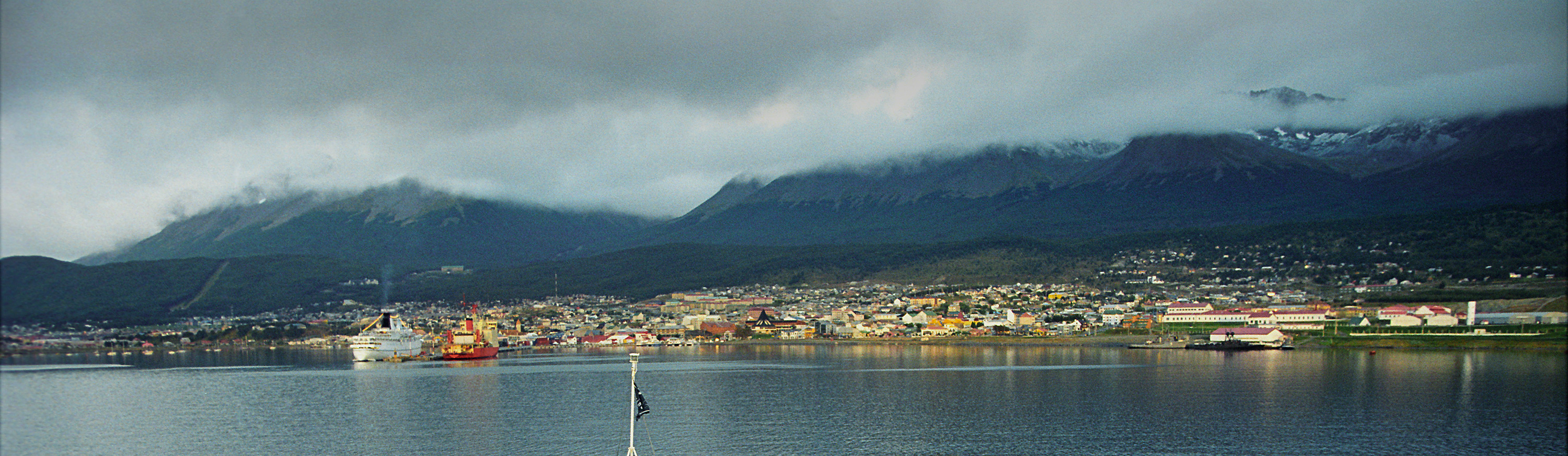
Zicht vanaf zee op Ushuaia
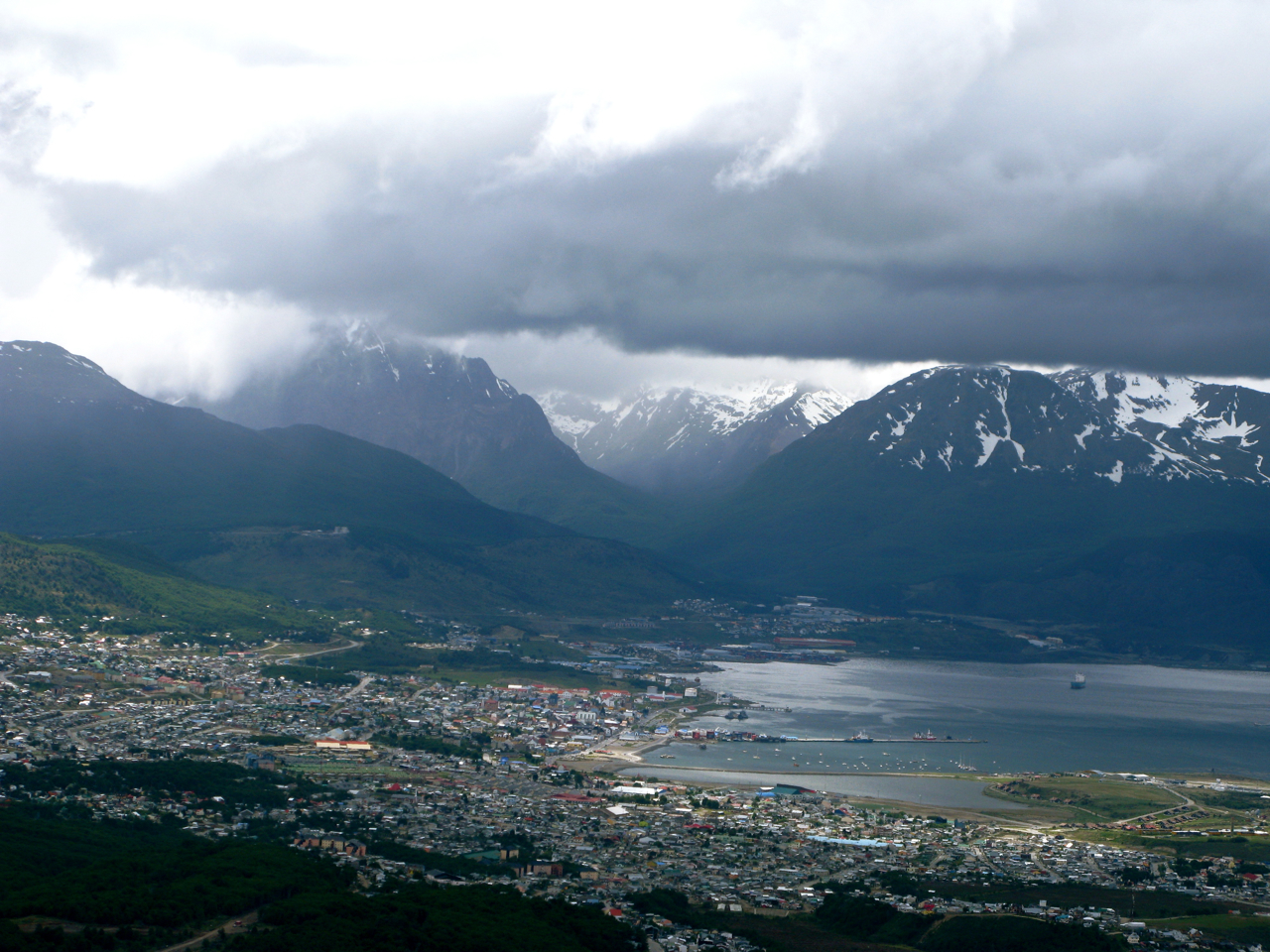
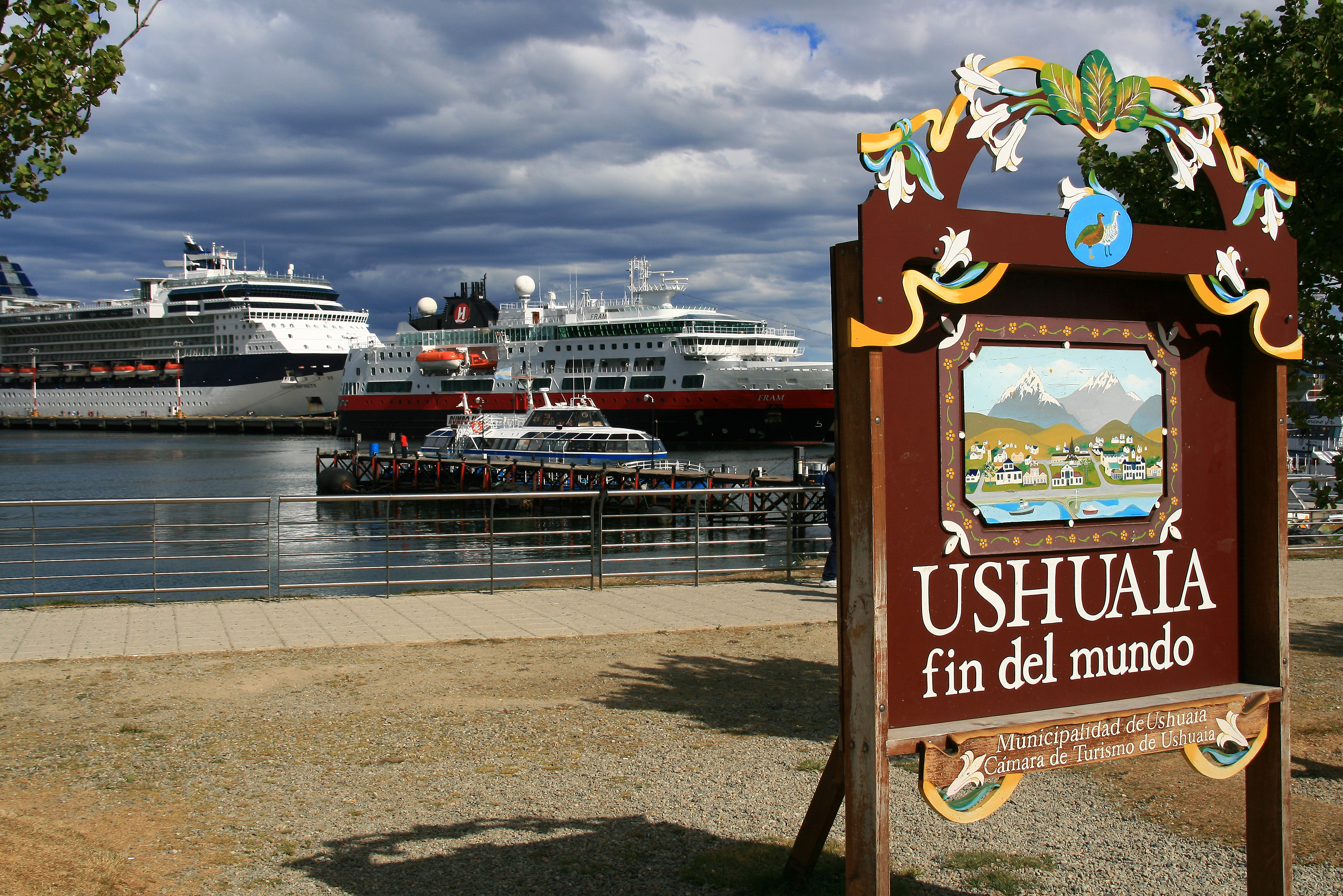
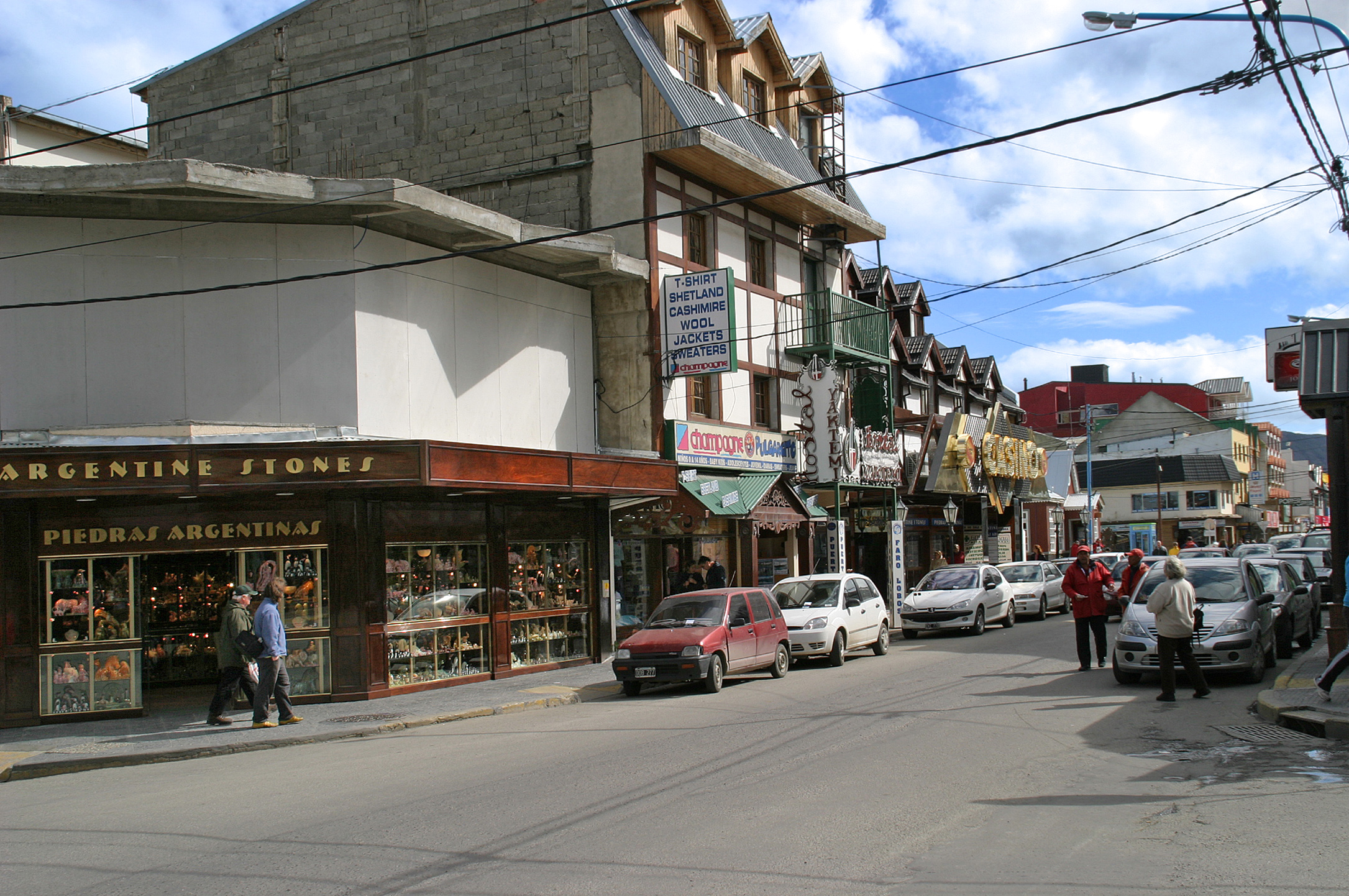
Avenida San Martín